# Valsartan

Valsartan

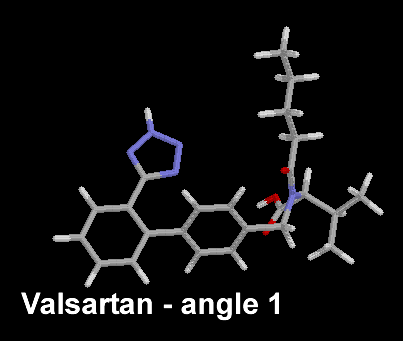
Ligações atômicas Estrutura molecular do valsartan

Valsartan ou valsartana é um fármaco do tipo antagonista do receptor da angiotensina. Sua principal indicação é para tratamento de hipertensão arterial.

## Propriedades

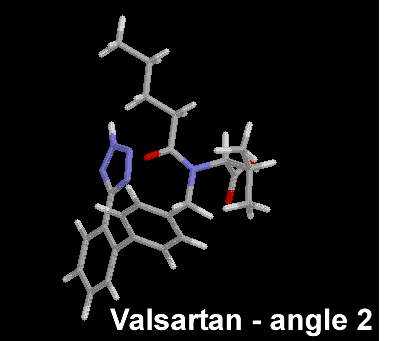
Ângulo alternativo

Pela sua especificidade, não interfere na frequência cardíaca ou consequências hemodinâmicas.
Bloqueia seletivamente os receptores (AT1) da angiotensina II no músculo liso vascular e na supra-renal, bloqueando assim os efeitos vasoconstritores e da secreção da aldosterona da angiotensina II. Não possui ação sobre a ECA (Enzima Conversora da Angiotensina). Efeito anti-hipertensivo máximo atingido após 4 semanas de tratamento. Absorção: gastrintestinal; biodisponibilidade: 25%. Concentração máxima: 2 a 4 horas.
Quanto à excreção por biotrasformação, cerca de 20% das enzimas não identificadas são eliminadas como metabólitos. A eliminação ocorre por urina (13%) e fezes (83%). Não pertence ao grupo de drogas betabloqueadoras.
Em adultos sua dose deve começar com 80mg e e passada para 160mg ou 320mg se necessário.

## Reações adversas
- Náuseas
- Cefaleia de tensão
- Artralgias
- Fadiga
- Astenia
- Diarreia

## Nomes comerciais
- SUPERA:
  - Aval®

- Eurofarma:
  - Vartaz®

- Novartis:
  - Diovan
  - Diovan Amlo Fix (associado a amlodipina)
  - Diovan HCT (associado a hidroclorotiazida)
  - Diovan Triplo (associado a hidroclorotiazida e amlodipina)
  - Entresto (associado a sacubitril)

- Laboratório Normal:
  - Tareg

- Laboratório EMS Sigma Pharma Ltda:
  - Brasart
  - Brasart HCT
  - Brasart BCC